# Nowa Boćwinka
Nowa Boćwinka (niem. Neu Bodschwingken) – kolonia w Polsce położona w województwie warmińsko-mazurskim, w powiecie gołdapskim, w gminie Gołdap.
W latach 1975–1998 miejscowość administracyjnie należała do województwa suwalskiego.
We wsi znajduje się stanowisko archeologiczne osady jaćwieskiej z III-IV w n.e.
Podczas akcji germanizacyjnej nazw miejscowych i fizjograficznych (tzw. chrzty hitlerowskie) utrwalona historycznie nazwa niemiecka Neu Bodschwingken została w 1938 r. zastąpiona przez administrację nazistowską sztuczną formą Neu Herandstal. 